# Francisco Elías de Tejada
Francisco Elías de Tejada y Spínola (Madrid, 6 aprile 1917 – Madrid, 18 febbraio 1978) è stato un filosofo spagnolo.

## Biografia
Professore di Filosofia del diritto presso diverse Università e autore di centinaia di libri e articoli di filosofia e storia del diritto, idee e scienze politiche, rappresentante del tradizionalismo ispanico e del giusnaturalismo europeo.
Nella visione giuridica di Tejada, il diritto è inteso come il risultato dell'inserzione dell'etica nella comunità. Lo strumento attraverso cui si attua questa inserzione è la cosiddetta "norma positiva", la quale, però, non si identifica con il diritto: essa deve confrontarsi con il "sapere comune". Così, il giurista ispanico compie l'approccio filosofico al fenomeno giuristico.  
Il suo impegno intellettuale si è sviluppato in tre direzioni principali: filosofia del diritto, storia del pensiero politico e filosofia politica. Pensatore nella linea del giusnaturalismo classico tomistico, Tejada ha considerato temi e problemi delle più diverse culture, da quelle ispano-americane a quelle scandinave, da quelle germaniche a quelle africane, da quelle slave a quelle dell’estremo oriente.
La moglie così lo descrisse: "In fondo, egli non faceva che seguire l'archittetura più profonda del suo pensiero: gerarchia illuminata dall'amore, dall'umanità, dalla generosità spirituale e dalla comprensione e rispetto per tutti e per tutte le cose che costituiscono il frutto di una Civiltà. Lui amava e rispettava anche i ricordi etnografici più insignificanti agli occhi di un profano. Per lui avevano un valore incalcolabile, perché frutto di una civiltà. Se dovessi definirlo con un motto non saprei dire che questo: conoscere per amare, in ordine e armonia".

## Libri
- En torno al concepto de nación, 1939
- Introducción al estudio de la ontología jurídica, 1942
- El racismo. Breve historia de sus doctrinas, 1944
- El hegelismo jurídico español, 1944
- Las doctrinas políticas en la Baja Edad Media inglesa, 1946
- La filosofía jurídica en la España actual, 1949
- Las doctrinas políticas en la Cataluña medieval, Barcellona 1950
- La causa diferenciadora de las comunidades políticas, 1953
- La Monarquia tradicional, Madrid, Biblioteca del Pensamiento Actual, 1954
- Historia del pensamiento político catalán, Sevilla 1963
- Nápoles hispánico, 1964 (traduzione italiana: Napoli spagnola, Controcorrente, 5 volumi + 1 di indici, Napoli 1999-2019 [a cura di Silvio Vitale (voll. I-III), di Gianandrea de Antonellis (vol. IV), di Alberto Cucchia (vol. V)])
- ¿Qué es el carlismo?, Esciler, Madrid 1971 (traduzione italiana: Il Carlismo, «Collana di studi carlisti» 1, Solfanelli, Chieti 2018)
- La tradición portuguesa. Los orígenes (1140-1521), Editorial Actas, Madrid 1999
- La monarchia tradizionale, Edizioni Controcorrente, aprile 2001
- Europa, tradizione, libertà. Saggi di filosofia della politica [a cura di Giovanni Turco], Edizioni Scientifiche Italiane, 2005, pp. 264
- Poder y libertad, Ediciones Scire, Madrid 2008, pp. 103
- Derecho politico, Ediciones Jurídicas y Sociales, Madrid 2008, pp. 143
- Le radici della modernità, trad. it., Solfanelli, Chieti 2021, pp. 175
- Filosofia del diritto pubblico. Contributi giusnaturalistici, introd. e cura di Giovanni Turco, Jovene, Napoli 2022, pp. 225